# Aiud
Aiud (ungerska: Nagyenyed, tyska: Straßburg am Mieresch) är en stad (municipiu) i länet Alba i landskapet Transsylvanien i nordvästra Rumänien. Själva staden hade cirka 17 000 invånare vid folkräkningen 2011.

## Kända personer
- Károly Szász (1829–1905), ungersk skald och präst